# 陳紀 (九江太守)
陳 紀（ちん き、生没年不詳）は、中国後漢時代末期の人物。袁術の配下。本貫は揚州丹陽郡。
袁術は孫策を九江太守に就けると約束していたが、この約束に背いて陳紀を九江太守に就けた。その後、袁術は孫策に廬江太守の陸康攻撃を命じるに辺り、「先に私は間違って陳紀を任用したが、それは私の本意ではなく、ずっと残念に思っていた。陸康を手中に収めれば、今度こそ廬江は本当に君のものだ」と言い訳したという。

## 三国志演義
羅貫中の小説『三国志演義』では、呂布を討伐する袁術軍の第三路上将として登場。沂都の地へ侵攻した。陳紀の直接の勝敗については記されないが、韓暹・楊奉の裏切りもあり、袁術軍は大敗を喫している。
さらに曹操軍の追撃を受けた袁術は、近衛兵だけを率いて逃れ、陳紀は李豊・梁剛・楽就と共に寿春城を守備する。しかし曹操軍の猛攻の前に城は陥落し、捕虜となった陳紀らは市場にて、斬刑に処された。